# 鸟取大学医疗技术短期大学部
鸟取大学医疗技术短期大学部（日语：／ Tottori Daigaku Iryōgijutsu Tanki Daigakubu *），简称鸟大医短，是过去一所位于 日本鸟取县米子市的国立短期大学。

## 概要

### 简介
- 学校最早可以追溯到1949年[1]。短期大学为于1975年开办[1]、由鸟取大学。招生到1999年、停办于2002年[2]。

### 历史
- 1975年 鸟取大学医疗技术短期大学部成立并同时设置一个学科即护理科(次年改名为护理学科)[1]。
- 1976年 卫生技术学科成立[1]。
- 1999年  招生最后、次年停止招生（正式停办于2002年3月31日）[2]。

## 学校环境
- 校区：在了鸟取县米子市 [注 1]

## 历任校长
- 绫部正大：第一代短期大学校长[3]。

## 组织

### 学科
- 护理学科
- 卫生技术学科

### 专科
| - 没有 |

### 业余课程
| - 没有 |

## 相关链接
- 日本短期大学列表
- 鸟取大学